# Arue (Landes)
Arue ist eine französische Gemeinde mit 358 Einwohnern (Stand 1. Januar 2022) im Département Landes in der Region Nouvelle-Aquitaine (vor 2016: Aquitanien). Sie gehört zum Arrondissement Mont-de-Marsan und zum Kanton Haute Lande Armagnac.
Der Name in der gascognischen Sprache lautet Arua. Er leitet sich vom Namen des gallorömischen Dorfes Atora ab, das sich an der gleichen Stelle befand.
Die Einwohner werden Atrébates genannt.

## Geographie
Arue liegt ca. 25 Kilometer nordöstlich von Mont-de-Marsan im Waldgebiet Landes de Gascogne und im Südosten des Regionalen Naturparks Landes de Gascogne in der historischen Provinz Gascogne am nördlichen Rand des Départements.
Umgeben wird Arue von den Nachbargemeinden:
| Lencouacq    | Retjons                                     |                        |
| Cachen Bélis | Kompassrose, die auf Nachbargemeinden zeigt | Saint-Gor              |
| Maillères    |                                             | Roquefort Pouydesseaux |

Arue liegt im Einzugsgebiet des Flusses Adour.
Die Douze, hier auch Doulouze genannt, fließt durch das Gebiet der Gemeinde ebenso wie ihre Nebenflüsse:
- der Estampon mit seinen Zuflüssen,
  - dem Ruisseau de Ribarrouy und
  - dem Ruisseau de Nabias, der in Arue entspringt,
- der Ruisseau du Moulin d’Arue, der in Arue entspringt, und

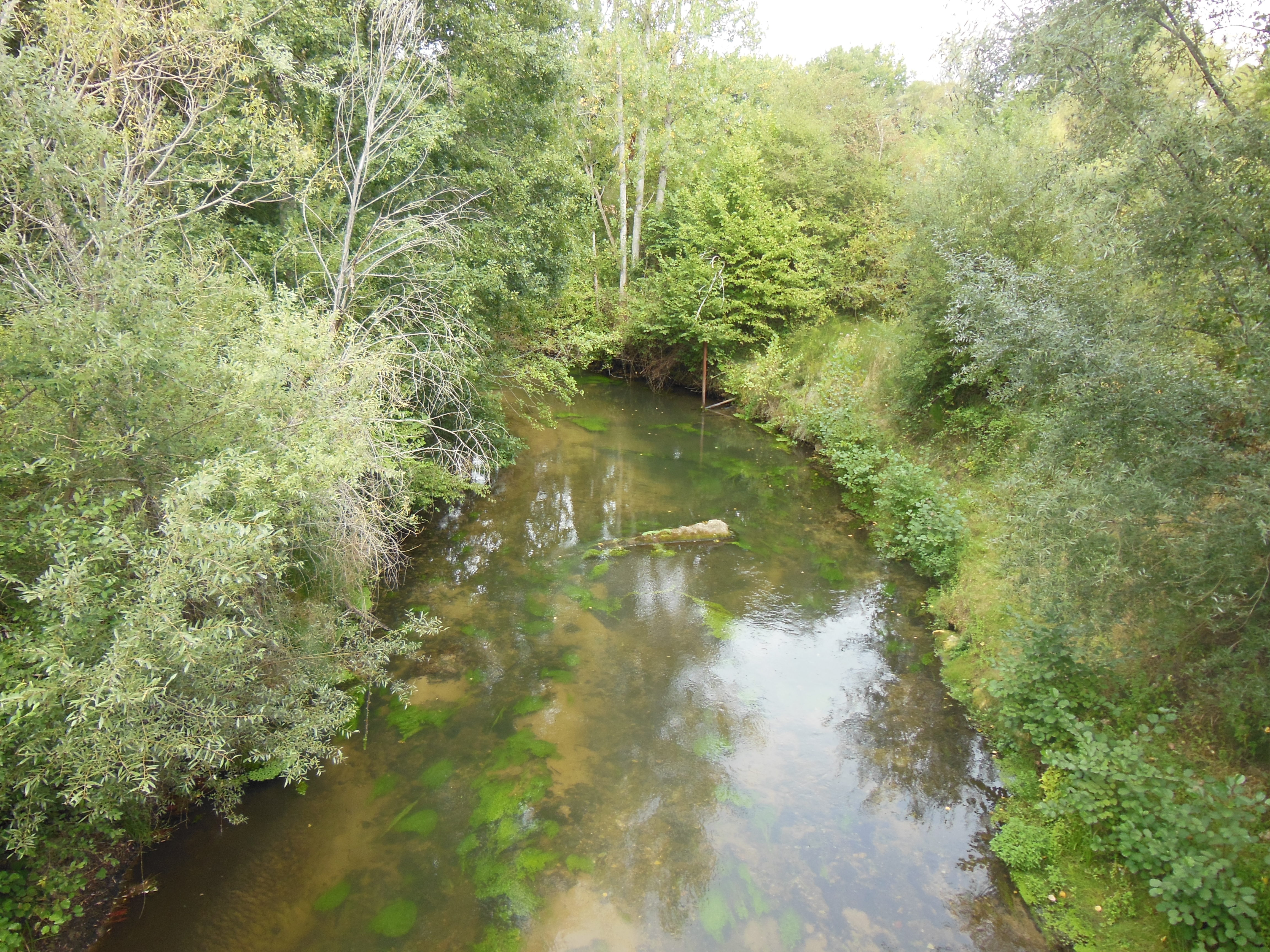
Der Estampon bei Arue

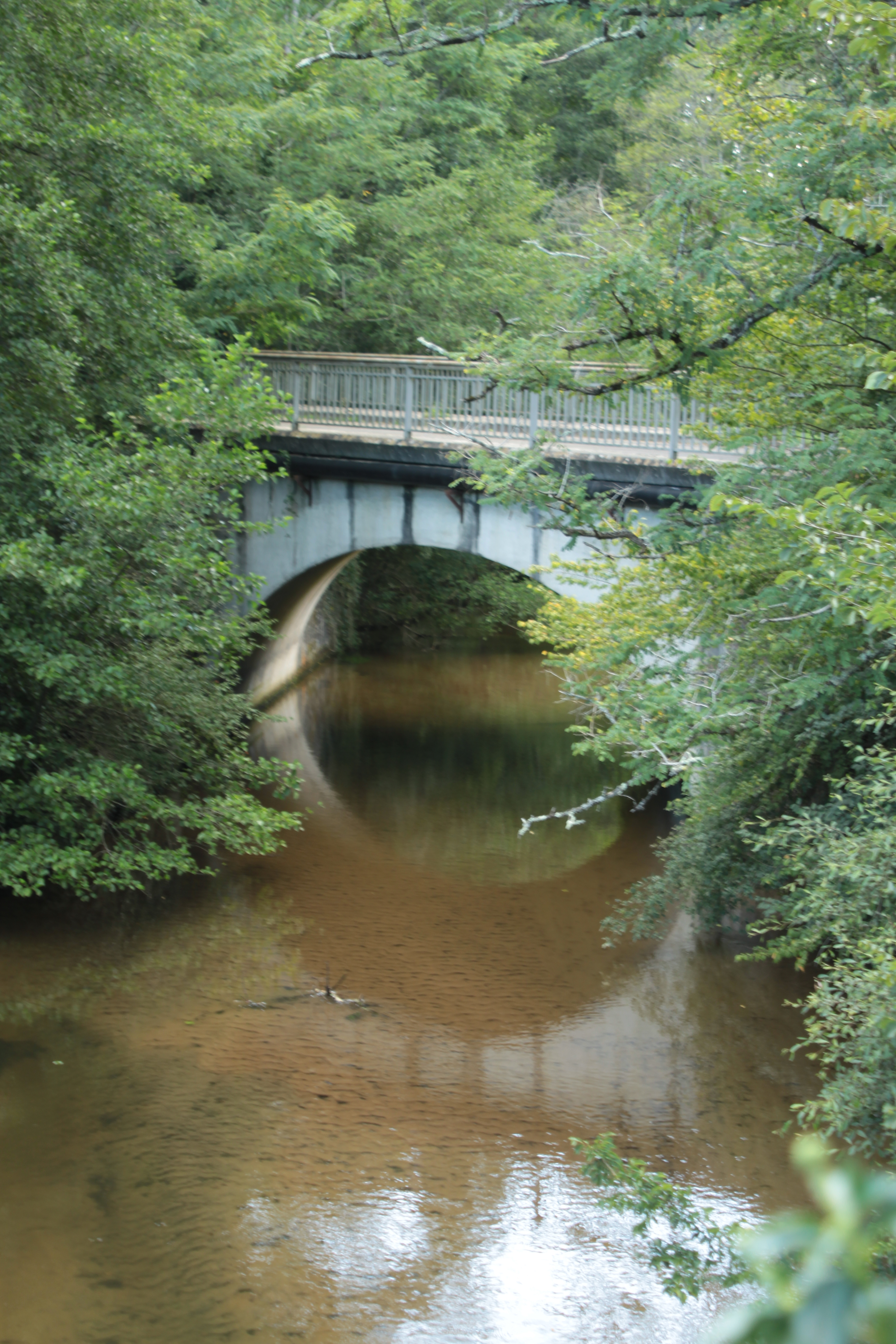
Brücke über die Gouaneyre bei Le Ginx

- die Gouaneyre.[4]

## Geschichte
Die Ursprünge reichen mindestens bis in die gallorömische Zeit zurück, denn die Gemeinde war ehemals ein Dorf mit Namen Atora. Zahlreiche Sarkophage sind in Arue und Umgebung gefunden worden, was vermuten lässt, dass es in der merowingischen Zeit eine Produktionsstätte gegeben hat. 1306 wurde Arue in den Aufzeichnungen erwähnt, denn das Dorf war Sitz eines Erzpriestertums des Bistums Aire-sur-l’Adour und war zu einer Bastide umgestaltet worden. Das Erzpriestertum umfasste 1572 elf Pfarrgemeinden und zwei Komtureien. Es liegen keine Informationen über die Geschichte zwischen dem 16. und dem 20. Jahrhundert vor, aber es ist davon auszugehen, dass Arue als Sitz eines Erzpriestertums in den Hugenottenkriegen und während der Französischen Revolution die gleichen Nöte wie die Nachbargemeinden hatte. Im 20. Jahrhundert florierte die Wirtschaft auf Basis einer Papierindustrie.

### Einwohnerentwicklung
Nach Beginn der Aufzeichnungen stieg die Einwohnerzahl in der Mitte des 19. Jahrhunderts auf einen Höchststand von rund 820. In der Folgezeit sank die Größe der Gemeinde bei kurzen Erholungsphasen bis zu den 1990er Jahren auf rund 285 Einwohner, bevor eine Wachstumsphase einsetzte, die heute noch andauert.
| Jahr      | 1962 | 1968 | 1975 | 1982 | 1990 | 1999 | 2006 | 2010 | 2022 |
| --------- | ---- | ---- | ---- | ---- | ---- | ---- | ---- | ---- | ---- |
| Einwohner | 471  | 425  | 347  | 294  | 290  | 286  | 295  | 309  | 358  |

## Sehenswürdigkeiten

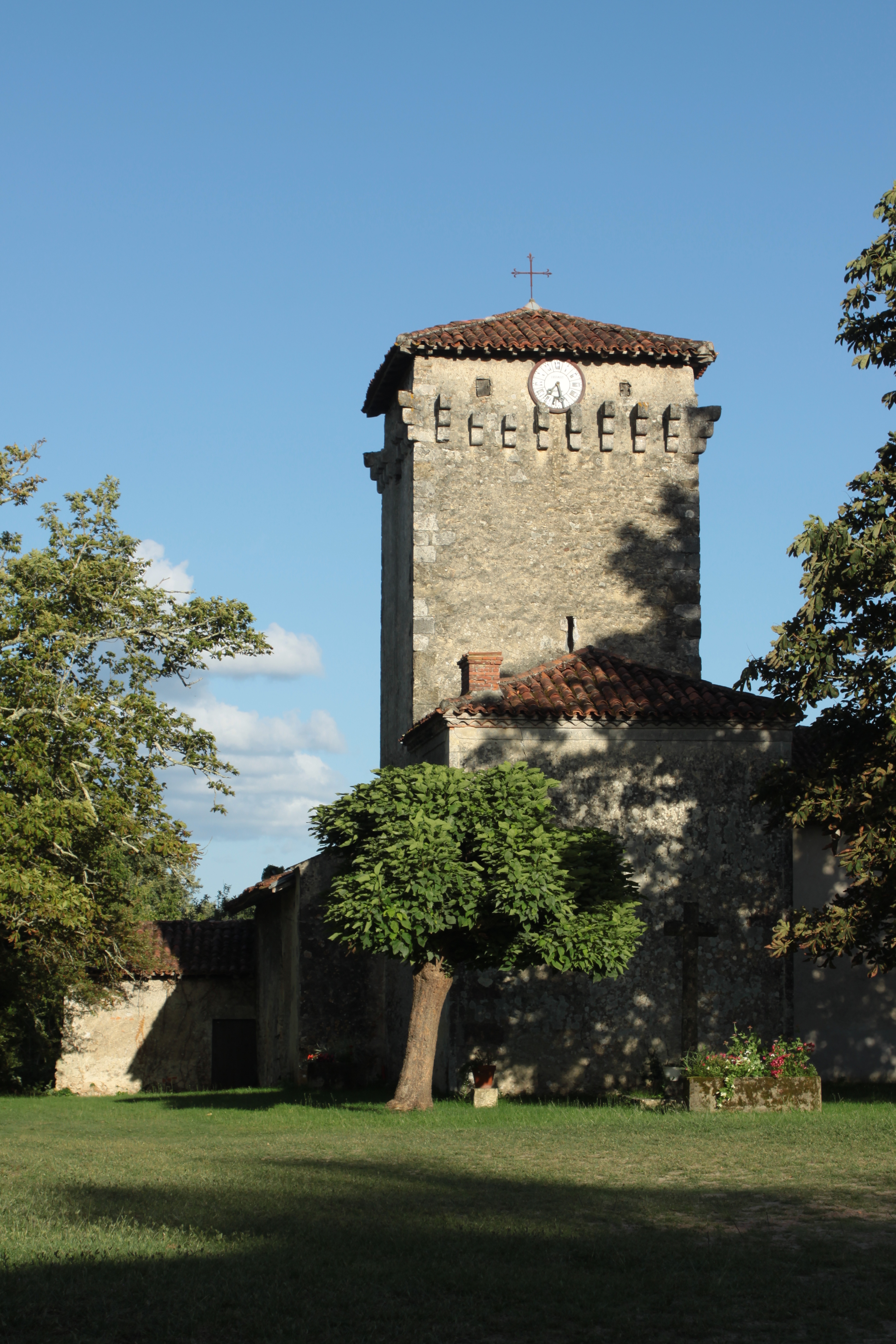
Pfarrkirche Saint-Pierre in Le Ginx

- Pfarrkirche in Le Ginx, geweiht dem Apostel Petrus. Die romanische Kirche wurde im 12. Jahrhundert auf einer Lichtung im heutigen Ortsteil Le Ginx errichtet, ca. 6 km südwestlich des Zentrums von Arue. Le Ginx war früher eine Filialgemeinde von Cachen. Von dem ursprünglichen Bau hat ein Teil des Langhauses und die Apsis die Jahrhunderte überdauert. Letztere war originär halbrund, heute hat sie außen einen polygonalen Abschluss, der von zwei dicken Strebewerken gestützt wird. Die Kirche ist aus tonhaltigem Kalkstein aus Dumes und muschelhaltigem Sandstein gebaut, der von einem Steinbruch im Ortsteil Duraga stammt, dessen Betrieb inzwischen eingestellt wurde. Der massive Glockenturm ist vermutlich im 14. Jahrhundert an das Langhaus angefügt worden. Er ist als Wehrturm konzipiert worden, denn es sind heute noch Schießscharten und Kragsteine zur Halterung von Hurden sichtbar. Der zweigeschossige Eingangsvorbau mit rundbogenförmigen Eingangstüren nach Norden und nach Süden hin datiert aus dem 19. Jahrhundert. Das Haus an der Südseite des Langbaus ist zweifellos das frühere Pfarrhaus. An der Nordseite wird der Langbau von der Sakristei flankiert. Die Kirche ist dem Apostel Petrus geweiht, aber ihr schmuckloses Inneres enthält keine Darstellungen des Heiligen. Das Langhaus mit einem Kirchenschiff ist mit einer Gipsdecke versehen, der halbrunde Chor mit einem falschen Kesselgewölbe. Die Kirche birgt Ausstattungsgegenstände aus dem 18. bis 20. Jahrhundert, die als nationale Kulturgüter registriert sind.[7][8] An einer Seite der Kirche haben die Einwohner in einem Bauwerk aus Holz ein Museum eingerichtet, in dem Werkzeuge und alte Dinge aus dem späten 19. und dem frühen 20. Jahrhundert ausgestellt werden.[9]

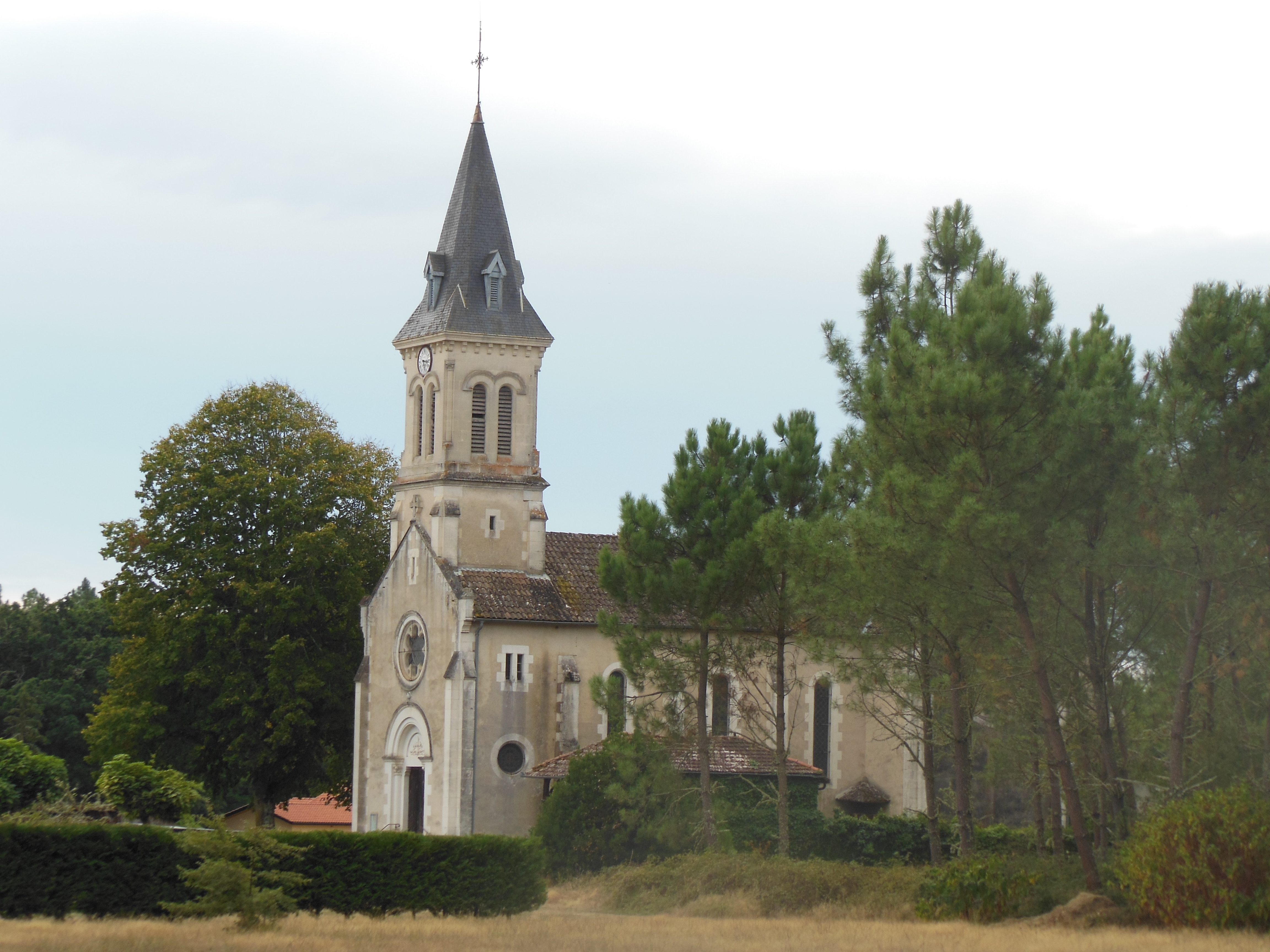
Pfarrkirche Saint-Clair in Arue

- Pfarrkirche in Arue, geweiht dem heiligen Clarus. Die frühere Pfarrkirche, die Mariä Himmelfahrt gewidmet war, wurde im 13. Jahrhundert errichtet und war der Sitz des Erzpriestertums. Die heutige Kirche ist ein neuromanischer Neubau der Jahre 1897 bis 1902 an derselben Stelle. Der Friedhof, der die Kirche umsäumt hatte, wurde bei der Gelegenheit versetzt. Das einschiffige Langhaus mit einer Länge von vier Jochen wird von zwei Seitenkapellen als Transept flankiert und von einer dreiwandigen Apsis verlängert, an dessen Seiten sich zwei Sakristeien anschließen. Das Langhaus und die Seitenkapellen sind mit einem Kreuzgratgewölbe gedeckt, der Chor mit einem falschen Kreuzrippengewölbe. Im westlichen Teil befindet sich ein Eingangsvorbau mit derselben Breite wie das Langhaus mit einem Glockenturm, dessen oktogonaler Helm mit Schiefer gedeckt ist. Das Gebäude zeigt eine unregelmäßige Verzahnung an Mauerecken mit Werksteinen und an allen Seiten abgeschrägte Strebewerke. Drei Glasfenster sind Werke des Glasmalers Gustave Pierre Dagrant aus Bordeaux, die 1902 während des Baus der Kirche entstanden sind. Weitere Ausstattungsgegenstände stammen aus dem 18. bis 20. Jahrhundert und sind als nationale Kulturgüter registriert.[10]

- Sarkophage. Dem Steinbruch von Duraga war in merowingischer Zeit vermutlich eine Produktionsstätte von Sarkophagen angeschlossen, die den gewonnenen Kalksandstein verarbeitete. Unweit des ehemaligen Steinbruchs befindet sich ein Bauernhof, der ein Mauerstück oder ein Strebewerk aus dem 12. Jahrhundert besitzt. Es wird angenommen, dass sich an dieser Stelle eine mittelalterliche Burg befand. In einer Ecke ist ein merowingischer Sarkophag an der Seite einer früheren Mauer in die Erde eingesunken. Sein Deckel ist verloren gegangen.[11]

## Wirtschaft und Infrastruktur
Die Wirtschaft der Gemeinde basiert sowohl auf der Landwirtschaft als auch auf Handel und Dienstleistungen.

### Bildung
Die Gemeinde verfügt über eine öffentliche Vorschule mit 19 Schülerinnen und Schülern im Schuljahr 2017/2018.

Logo des Jakobswegs

### Sport und Freizeit
- Der Fernwanderweg GR 654 von Namur in Belgien über Vézelay nach Saint-Jean-Pied-de-Port führt durch einen Teil des Gemeindegebiets. Er folgt der Via Lemovicensis, einem der vier Jakobswege in Frankreich.[14]

- Die Lagune von Nabias lädt im Frühjahr und im Sommer zum Spaziergang und Angeln ein. Informationstafeln informieren über die Lagune und die Geschichte der Eisenbahn in diesem Teil der Landes.[15]

### Verkehr
Arue ist erreichbar über die Routes départementales 9, 626 (ehemalige Route nationale 626) und 932 (ehemalige Route nationale 132).
Die Autoroute A65, genannt Autoroute de Gascogne, durchquert das Gemeindegebiet. An der Ausfahrt 3, die als Trompete in rechtsgeführter Form ausgeführt ist und Arue und Roquefort bedient, ist der Rastplatz Aire de Repos de la Porte d’Armagnac angeschlossen.
Eine Eisenbahnlinie der Compagnie des chemins de fer du Midi, die Mont-de-Marsan mit Marmande im Département Lot-et-Garonne verband, führte auch durch einen Teil des Gemeindegebiets. Der Betrieb wurde nach dem Zweiten Weltkrieg eingestellt und die ehemalige Bahntrasse dient heute teilweise als Wander- oder Radweg.